# Poonthura
Poonthura (Malayalam പൂന്തുറ Pūntuṟa [ˈpuːn̪d̪ura]) ist ein Vorort von Thiruvananthapuram, der Hauptstadt des Bundesstaates Kerala, und Teil deren Municipal Corporation im südwestlichen Teil von Indien. Poonthura liegt in der Nähe des internationalen Flughafens von Trivandrum.

## Örtlichkeit
Poonthura besteht aus mehreren kleineren Siedlungen, die sich insgesamt entlang der Küste erstrecken. Neben dem Hinduismus und dem Islam ist das Christentum die am stärksten ausgeprägte Glaubensrichtung.
Eine Umgehungsstraße der nationalen Fernstraße NH 47 durchquert Poonthura in Richtung Kovalam. Personenbusse der Kerala State Road Transport Corporation pendeln zwischen Poonthura und dem East Fort sowie Thiruvananthapuram. Mit dem Bus können auch diverse andere Orte der Stadt erreicht werden. Der Internationale Flughafen von Thiruvananthapuram ist nur sechs Kilometer entfernt.

## Sehenswürdigkeiten
- Die Flussmündung des Karamana in die Arabische See
- Die Sankt-Thomas-Kirche, Poonthura
- Die Puthanpalli Moschee – ein religiöser Ort, der täglich von tausenden Muslimischen Gläubigen besucht wird.

## Wirtschaft
Die Einheimischen sind zum größten Teil Fischer. Einige der Bewohner sind auch in der Persischen Golfregion beschäftigt.